# Tobolsk
Tobolsk (ruski: Тобо́льск; tatarski: Тубыл/'Tubıl) grad je u u Tjumenjskoj oblasti u Rusiji, nekada glavni grad Sibira. Nalazi se na ušću rijeke Tobol u rijeku Irtiš.
Brojio je 95 000 stanovnika 2001. godine.

## Povijest
Tobolsk su osnovali Kozaci Jermaka Timofejeviča za vrijeme ruskog nadora u Sibir 1585. – 1586., blizu ruševina glavnog grad Sibirskog Kanata Qaşliqa. Postao je sjedišta podkralja Sibira i napredak je ostvarivao trgovinom s Kinom i Buharom. Ondje su napravljene prva škola, kazalište i novine u Sibiru. Daniel Defoe je smjestio svog junaka Robinzona u Tobolsk u razdoblju od rujna 1703. do lipnja 1704.
Uz upravne podjele ozemlja Tobolsk je ostao sjedište Glavnog guvernera Zapadnog Sibira sve dok njegovo sjedište nije prebačeno u Omsk tijekom 1820-ih i 1830-ih. Poštujući autoritet grada brojni su sibirski gradovi u vlastitom grbu imali i tobolsko znakovlje. U te su spadali Omsk, Tjumenj i Tomsk, a Omsk to naslijeđe poštuje do dan-danas.
Do ruske revolucije 1917., grad je bio sjedište Tobolske gubernije. Neki od Prosinčana su ovdje bili izgnani i u ovom gradu su i živjeli. Važnost ovom gradu je opala kad ga je Transsibirska pruga zaobišla 1890-ih. 
U kolovozu 1917., nakon veljačke revolucije, car Nikola II. Romanov i njegova obitelj su bili dovedeni ovdje neka žive u relativnom luksuzu bivšeg doma Glavnog guvernera. U travnju 1918. godine, nakon što su se bjelogardejci približili gradu, cijela carska obitelj je bila strijeljana u Ekaterinburgu, čime je ugašena dinastija Romanova. 

## Gospodarstvo
Gospodarstvo suvremenog Tobolska je grupirano oko velike naftne rafinerije. Neki tradicionalni obrti, kao što je rezbarenje kostiju, su sačuvani.

## Spomenici
Tobolsk je jedini grad u Sibiru, i jedan od nekolicine u Rusiji, koji ima sačuvani kameni kremlj, sagrađeno na prijelazu 17. u 18. stoljeće. Njegovi bijeli zidovi i kule s "ansamblom" crkava i palača, spektakularno smještenih na visokom riječnoj obali su proglašeni nacionalnim povijestnim i arhitektonskim blagom 1870.
Glavni spomenici u tobolskom kremlju su katedrala sv. Sofije (građena 1683. – 1686.), trgovište (1703. – 1705.), biskupska palača (1773. – 1775.), i takozvana Švedska komora, sa šest baroknih hodnika (1713. – 1716.). U Tobolsku su vrijedne viđenja barokne i neoklasične crkve iz 18. i 19. stoljeća. Valja navesti još i granitni spomenik Jermaku Timofejeviču, izgrađenog prema dizajnu Alexandra Brulla 1839. goidne. 
Gradska okolica je bogata starinskim grobištima "kurganima" i paganskim svetištima, od kojih su neka još iz 10. stoljeća prije Krista.

## Poznati stanovnici
Dmitrij Ivanovič Mendeljejev i Vasilij Grigorjevič Perov su najpoznatiji stanovnici ovog grada. 
Juraj Križanić, hrvatski pisac, jezikoslovac, rusofil i zagovornik slavenskog jedinstva, proveo je kao prognanik u Tobolsku 15 godina, od 1661. do 1676. godine. 

## Zanimljivosti
U Tobolsku je 1665. godine izdana općeslavenska gramatika hrvatskog autora Jurja Križanića.

## Vanjske poveznice
- http://etobolsk.ru/  Arhivirana inačica izvorne stranice od 16. veljače 2006. (Wayback Machine)
- http://news.tob.ru/  Arhivirana inačica izvorne stranice od 4. prosinca 2007. (Wayback Machine)
- http://www.towns.ru/towns/tobolsk.html
- http://photofile.ru/users/teleman/115515922/%5Bneaktivna+poveznica%5D